# Freudenauer Hafenbrücke

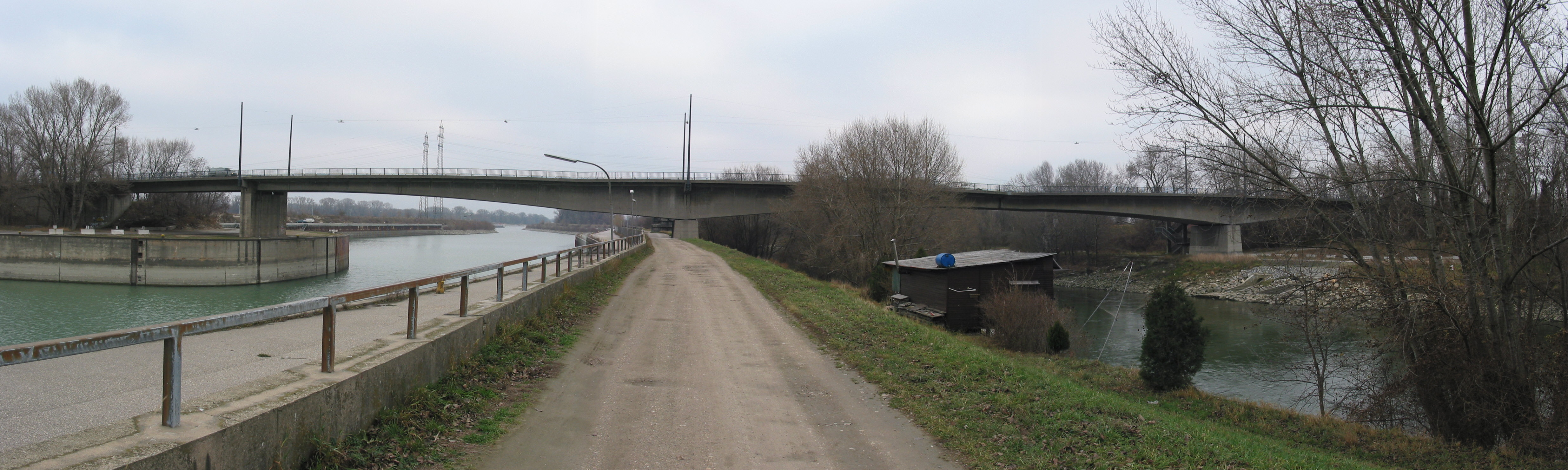
Die Freudenauer Hafenbrücke, stromabwärts gesehen: links die Hafeneinfahrt, rechts der Donaukanal

Die Freudenauer Hafenbrücke ist eine Straßenbrücke in Wien und überquert mit 352 m Spannweite und 15 m Breite die Einfahrt zum Freudenauer Hafen, auch Winterhafen bezeichnet, und den Donaukanal, etwa 1,4 km vor dessen Einmündung in die Donau. Sie verbindet das Hafengebiet im 2. Bezirk, Leopoldstadt, mit dem 11. Bezirk,  Simmering, bzw. dessen Bezirksteilen Kaiserebersdorf und Albern.

## Lage
Nördlich der Brücke befindet sich das 1992–1998 in der Donau errichtete Kraftwerk Freudenau. Südwestlich der Brücke, am rechten Donaukanalufer, liegen die Hauptkläranlage Simmering und die ehemalige Kaiserebersdorfer Landwehr-Artilleriekaserne.
Flussabwärts unmittelbar neben der Vorgängerbrücke befand sich bis 1945 eine Eisenbahnbrücke. Sie wurde mehr als sechzig Jahre später als Winterhafenbrücke wiedererrichtet, Ende 2008 eröffnet und verbindet die Donauuferbahn im 2. Bezirk mit der Donauländebahn im 11. Bezirk.
Die Freudenauer Hafenbrücke überquert neben Hafen und Donaukanal im 11. Bezirk die Simmeringer Lände, die Alberner Hafenzufahrtsstraße und ÖBB-Anschlussgleise. Die südliche Brückenabfahrt mündet in die Zinnergasse in Kaiserebersdorf.
Bis zur Wiedererrichtung der Winterhafenbrücke war sie die südöstlichste und letzte Brücke über den Donaukanal.

## Geschichte

### 1927–1945
Vor 1927 bestand hier historischen Stadtplänen zufolge keine Straßenbrücke. 1926 wurde die Friedensbrücke eröffnet, die den 9. und den 20. Bezirk verbindet. Ihre Vorgängerin, die Brigittabrücke, wurde in der Folge demontiert und 1927 angeblich am Standort der heutigen Freudenauer Hafenbrücke wiedererrichtet; der Vorgang konnte allerdings nicht verifiziert werden und scheint z. B. in Lehmanns Wiener Adressbuch 1931 in den Brückenlisten nicht auf. Der Standort lag dann bis 1955 im sowjetischen Sektor Wiens.

### 1956–heute
Aus einer öffentlichen Ausschreibung mit neun Teilnehmern und 24 Entwürfen wählte die Wiener Stadtverwaltung die Baugesellschaft Mayreder, Kraus & Co zur Errichtung des Bauwerks aus. Baukünstlerischer Berater war Architekt DI Hermann Kutschera. Der Bau sollte in Spannbetonbauweise nach dem System Dywidag erfolgen. Beim 89 Meter langen zentralen Tragwerk der dreifeldrigen Brücke wurde erstmals in Österreich der freie Vorbau angewandt. Die Länge der Vorbauabschnitte betrug jeweils drei Meter.
Am 28. Oktober 1957 vermeldete die Rathauskorrespondenz den Besuch der Brückenbaustelle durch Bürgermeister Franz Jonas. Am 17. Oktober 1958 fand die Belastungsprobe der Brücke statt. Mittels 28 schotterbeladener Lastwagen (Gesamtgewicht 320.000 Kilogramm) wurde die Tragfähigkeit getestet. Am 13. Dezember 1958 wurde die Brücke, die bei Fahrten vom Freudenauer zum Alberner Hafen 15 Kilometer Umweg über die Stadionbrücke ersparte, vom Bürgermeister eröffnet.
Bis zur Fertigstellung der Autobahnverbindung zum Flughafen (heute A4 Ostautobahn), 1982, war die Freudenauer Hafenbrücke Teil eines beliebten Schleichweges vom Stadtzentrum zum Flughafen Wien. Anstelle langer Fahrt durch dicht verbautes Gebiet um Rennweg und Simmeringer Hauptstraße (3. und 11. Bezirk) wählte man die Route über den Handelskai (2. Bezirk), die Hafenbrücke, Albern und Mannswörth zur Pressburger Straße (B9).
Heute wird die Brücke von den Autobuslinien 79A und 79B befahren, die die U-Bahn-Station Donaumarina im 2. Bezirk mit Kaiserebersdorf (Straßenbahnlinien 11 und 71) im 11. Bezirk verbinden.